# Polia semiconfluens
Polia semiconfluens är en fjärilsart som beskrevs av Barend J. Lempke 1964. Polia semiconfluens ingår i släktet Polia och familjen nattflyn. Inga underarter finns listade i Catalogue of Life.